# Radio Lac
Radio Lac est une station de radio privée Suisse romande, diffusant principalement sur le bassin lémanique. Les studios se trouvent au centre-ville de Genève dans les locaux de One FM. Appelée Yes FM entre 2009 et 2017, elle retrouve son nom originel le 28 août 2017, après avoir été rachetée par le groupe Media One Contact.

## Historique
La radio est fondée à Genève sous le nom de Radio Lac le 21 juin 1986 par Gérard Schoch qui fut directeur de la station jusqu'en avril 2007.
Le 28 septembre 2006, la radio est rachetée par le groupe vaudois Unicast (Rouge FM) afin de contrer les alliances One FM-LFM d'un côté et NRJ-Nostalgie de l'autre. Dans le cadre de ce rachat, Gérard Schoch est remplacé par Frédéric Piancastelli, déjà directeur de Rouge FM. L'opération – dont le montant n'est pas connu – s'est fait en outre avec le concours du groupe romand Edipresse qui édite La Tribune de Genève, Le Matin et 24 heures. Ce dernier, déjà actionnaire de Radio Lac à hauteur de quelque 10 %, augmente alors sa participation à hauteur de 25 %.
Le 20 août 2007 la radio quitte Genève pour rejoindre le siège d'Unicast et les studios de Rouge FM au Mont-sur-Lausanne. Ne reste à Genève qu'une partie de la rédaction, toujours située dans les anciens locaux à la Praille.
Le 24 août 2009, Radio Lac change de nom et devient Yes FM. En changeant de nom la nouvelle chaîne de radio s'oriente dans la diffusion de musique pop rock. La direction de la radio - aux mains de Frédéric Piancastelli - est conjointe à celle de Rouge FM. La direction des programmes revient à Stéphane Justin, également animateur de la chaîne. Ce dernier choisit de quitter Yes FM et le groupe Rouge à la fin du 1er semestre 2014, après avoir établi les records d'audience de la station. Il sera remplacé par Enzo Lo Bue.
En raison des audiences décevantes du 1er semestre 2015, Enzo Lo Bue, le directeur de la station, et l'ensemble des animateurs ont été licenciés. Ainsi, le mois de juin 2015 marque un tournant pour l'antenne qui change d'orientation et de format pour proposer de l'information, du sport et de la musique.
Cette chaîne a lancé de nombreux talents qui aujourd'hui sont présents dans d'autres médias romands dont Jérémy Seydoux.
En juillet 2017, Alexandre de Raemy, propriétaire de One FM et de Lausanne FM rachète Yes FM et s'apprête à lui redonner son ancien nom (Radio Lac), le département fédéral de la communication a donné son feu vert pour le transfert de concession. Le renommage sera effectif en septembre 2017. La revente de Yes FM et le retour à son appellation d'origine marque l'échec cinglant de la stratégie adoptée 8 années auparavant.

## Diffusion
Sa zone de diffusion s'étend sur l'arc lémanique et comprend les villes de Genève, Nyon, Morges, Lausanne, Vevey et Montreux ainsi que toute la zone transfrontalière franco-suisse. De plus, Radio Lac peut être captée sur Swisscom TV et divers téléréseaux et être écoutée en direct sur internet. Depuis le 16 avril 2014, la radio est disponible également en DAB+ dans toute la Suisse romande et sur la TNT Grand Genève depuis le 12 juin 2020 et dans le Jura depuis le 23 décembre 2020.
| Émetteur                   | Région couverte                                              | Fréquence [MHz] |
| Salève-Téléphérique        | Canton de Genève et France voisine                           | 91,8            |
| Nyon-Levratte              | Nyon et environs                                             | 93,3            |
| Thollon-Leucel             | Rive droite du Lac Léman (Montreux, Lausanne, Morges, Gland) | 95,6            |
| Saint-Gingolph-Grand Devin | Vevey et Montreux                                            | 95,2            |
| Bonvillars-Champ Lequet    | Yverdon-les-Bains, Estavayer-le-Lac, Payerne et Yvonand      | 94,0            |
| La Praz-Champs Maître      | Gros de Vaud                                                 | 92,3            |
| Moudon-Velotty             | Moudon                                                       | 94,9            |

## Programmes
Radio Lac est la radio partenaire du Genève-Servette Hockey Club et diffuse tous les matches en direct et en intégralité sur l'antenne. Depuis septembre 2017, les commentaires sont assurés par Sébastien Telley accompagnés d'autres commentateurs tels que Christophe Moser et Nicolas Puchat.